# La Onza
La Onza är en ort i Mexiko.   Den ligger i kommunen San Luis de la Paz och delstaten Guanajuato, i den centrala delen av landet, 270 km nordväst om huvudstaden Mexico City. La Onza ligger 2 190 meter över havet och antalet invånare är 107.
Terrängen runt La Onza är kuperad åt nordost, men åt sydväst är den platt. Runt La Onza är det ganska tätbefolkat, med 52 invånare per kvadratkilometer. Närmaste större samhälle är Los Dolores, 16,1 km söder om La Onza. Omgivningarna runt La Onza är i huvudsak ett öppet busklandskap.